# Juniperus hartwissiana
Juniperus hartwissiana là một loài thực vật hạt trần trong họ Cupressaceae. Loài này được Steven ex Köppen mô tả khoa học đầu tiên..